# Porcellio spinicornis
Espèce
Porcellio spinicornis est une espèce de cloportes de la famille des Porcellionidae.

## Description
Parmi les espèces du genre celle-ci se reconnaît à son corps très aplati, sa grande taille pouvant atteindre 17 mm, sa tête noire contrastant avec le reste du corps et ses grands lobes latéraux. La coloration est variable, on observe fréquemment des individus avec des taches jaunes. Il n'y a pas de décrochement entre le pléon et le péréion et son corps est couvert de petites bosses.

## Répartition et habitat
Aujourd'hui largement répandu, notamment aux États-Unis et au Canada où il a été importé accidentellement par l'homme. En France l'espèce était autrefois confinée aux falaises calcaires du sud, elle est désormais plus répandue au nord du pays.

## Écologie
Associé aux habitats calcaires, ce cloporte se rencontre également sur les vieux murs et sous les écorces et pierres, il vit la nuit.

## Liste des sous-espèces
Selon GBIF (4 mai 2023) :
- Porcellio pictus pictus
- Porcellio spinicornis spinicornis

## Systématique
Le nom valide complet (avec auteur) de ce taxon est Porcellio spinicornis Say, 1818.
Porcellio spinicornis a pour synonymes :
- Porcellio germanicus Verhoeff, 1896
- Porcellio melanocephalus C.Koch, 1841
- Porcellio mixtus Fitch, 1855
- Porcellio pictus Brandt, 1833